# 아조레스-지브롤터 변환단층

이베리아반도 주변 지중해의 지질 구조 모습. 가운데 Rif 지역을 따라 쭉 이어진 변환단층이 아조레스-지브롤터 변환단층이다.

아조레스-지브롤터 변환단층(AGFZ) 혹은 단층대, 파쇄대는 대서양의 아소르스 제도부터 지브롤터 해협까지 이어진 동대서양의 주요 지진대이다. 이 지진대는 아프리카판, 유라시아판, 이베리아판의 복잡한 상호작용으로 만들어졌다. 아조레스-지브롤터 변환단층에서는 역사상 수 차례 거대한 대지진과 쓰나미가 발생했는데, 대표적인 예시로는 1755년 리스본 지진, 1761년 리스본 지진, 1816년 북대서양 지진, 1941년 글로리아단층 지진, 1969년 포르투갈 지진, 1975년 북대서양 지진 등이 있다.

## 지질학적 구조
아프리카판과 유라시아판의 대서양 지역 경계를 이루는 아조레스-지브롤터 변환단층은 거의 대부분 판 사이의 압축력을 받아 3.8-5.6 mm/y의 속도로 변형되지만, 완전히 압축력만 받는 것은 아니며 발산형 단층과 변환 단층을 포함하는 복잡한 지각구조의 영향을 받고 있다. 이 지역의 해양 지각 암석권은 북대서양의 개방과 직접적인 관련이 있으며 지구 역사상 가장 오랫동안 보존된 암석권 중 하나이다.
아조레스-지브롤터 변환단층의 서쪽 끝은 대서양 중앙 해령(MAR)과 만나는 아조레스 삼중합점이 있으며 이 삼중합점은 북아메리카판, 아프리카판, 유라시아판 세개 판이 만나는 곳이다. 대서양 중앙 해령은 아조레스 변환단층의 북쪽보다 남쪽에서 더 빠르게 발산하며 이 때문에 변환단층에서는 1년에 약 4 mm 속도로 횡이동이 발생한다. 변환단층의 동쪽 끝은 매우 복잡한데 토레스 심해저 평원과 호스쇼어 심해저 평원을 분리하는 일련의 해산과 해저능선으로 이루어져 있다. 이 세그먼트의 압축 변형 활동은 두 해양 암석권 사이에서 일어나는 드문 압축 활동의 예이다.

## 판구조론적 움직임
대서양은 3개 섭입대를 제외하면 그 경계가 전부 수동형 대륙주변부로 구성되어 있는데, 대서양의 주요 섭입대로는 카리브해의 소앤틸리스 화산호, 남대서양의 스코샤 열도, 지중해 서부의 지브롤터호이다. 여기서 지브롤터호(혹은 지브롤터 조산대)는 동쪽으로 가라앉는 해양판 슬래브(테티스해의 흔적 중 하나)를 통해 서쪽의 대서양을 향해 움직이고 있다. 이 섭입대와 후열도 분지 체계는 알보란 암반대(알보란해 아래 해저 암반) 앞에서 아프리카-이베리아 섭입대보다 더 빨리 발달하고 있다. 따라서 이 지역은 수동형 대륙주변부가 서서히 능동형 수렴 경계로 변하는 드문 사례이다. "카디즈만 이치성 암반대"(AUGC)라고 부르는 이 섭입대의 확대는 알프스-히말라야 조산대가 아조레스-지브롤터 변환단층을 따라 대서양 방향으로 계속해서 확대되어 간다는 것을 의미한다. 윌슨 순환에 따르면 이는 대서양 폐쇄의 시작이 3개의 대서양 섭입대 앞에서 일어남을 의미하기도 한다.

## 같이 보기
- 15도 20분 파쇄대

## 참고 문헌
- Duarte, J. C.; Rosas, F. M.; Terrinha, P.; Schellart, W. P.; Boutelier, D.; Gutscher, M. A.; Ribeiro, A. (2013). “Are subduction zones invading the Atlantic? Evidence from the southwest Iberia margin”. 《Geology》 41 (8): 839–842. Bibcode:2013Geo....41..839D. doi:10.1130/G34100.1.
- Hernández-Molina, F. J.; Sierro, F. J.; Llave, E.; Roque, C.; Stow, D. A. V.; Williams, T.; Lofi, J.; Van der Schee, M.; Arnáiz, A.; Ledesma, S.; Rosales, C.; Rodríguez-Tovar, F. J.; Pardo-Igúzquiza, E.; Brackenridge, R. E. (2016). “Evolution of the gulf of Cadiz margin and southwest Portugal contourite depositional system: Tectonic, sedimentary and paleoceanographic implications from IODP expedition 339”. 《Marine Geology》 377: 7–39. Bibcode:2016MGeol.377....7H. doi:10.1016/j.margeo.2015.09.013. hdl:2164/13991. 2015년 10월 29일에 확인함.
- Martínez‐Loriente, S.; Sallarès, V.; Gràcia, E.; Bartolome, R.; Dañobeitia, J. J.; Zitellini, N. (2014). “Seismic and gravity constraints on the nature of the basement in the Africa‐Eurasia plate boundary: New insights for the geodynamic evolution of the SW Iberian margin”. 《Journal of Geophysical Research: Solid Earth》 119 (1): 127–149. Bibcode:2014JGRB..119..127M. doi:10.1002/2013JB010476. hdl:10261/108896. S2CID 284607. 2016년 10월 29일에 확인함.
- Richardson, S.; Musson, R.; Horsburgh, K. (2006). 《Tsunamis–Assessing the hazard for the UK and Irish coast》 (PDF). 41st Defra Flood and Coastal Management Conference. York, UK. 2013년 1월 23일에 원본 문서 (PDF (7.8Mb))에서 보존된 문서. 2016년 10월 29일에 확인함.

- Ribeiro, J. R.; Correia, A. P. S.; Ribeiro, A. I. C. (2020). “2 February 1816, an Overlooked North Atlantic M 8 Earthquake”. 《Seismological Research Letters》 91 (5): 2912–2921. Bibcode:2020SeiRL..91.2912R. doi:10.1785/0220200201. S2CID 225211860.

## 추가 읽기
- i. c. Ribeiro, Ana; p. s. Correia, Ana; Ribeiro, José R. (2020), “2 February 1816, an Overlooked North Atlantic M 8 Earthquake”, 《Seismological Research Letters》 91 (5): 2912–2921, Bibcode:2020SeiRL..91.2912R, doi:10.1785/0220200201, S2CID 225211860